# Muratkoru, Bayat
Muratkoru là một xã thuộc huyện Bayat, tỉnh Afyonkarahisar, Thổ Nhĩ Kỳ. Dân số thời điểm năm 2011 là 62 người.